# Gare de Kanagawa
La gare de Kanagawa (神奈川駅, Kanagawa-eki) est une gare ferroviaire située à Yokohama, dans la préfecture de Kanagawa au Japon. La gare est exploitée par la compagnie Keikyū.

## Situation ferroviaire
La gare de Kanagawa est située au point kilométrique (PK) 21,5 de la ligne principale Keikyū.

## Histoire
La gare est inaugurée le 25 décembre 1905 sous le nom de gare de Tammachi. Elle ferme en 1929 mais rouvre l'année suivante sous le nom de gare d'Aokibashi, puis de gare de Keihin Kanagawa et enfin de gare de Kanagawa à partir de 1956.

## Service des voyageurs

### Accueil
La gare dispose d'un bâtiment voyageurs ouvert tous les jours, avec des guichets et des automates pour l'achat de titres de transport.

### Desserte
- Ligne principale Keikyū :
  - voie 1 : direction  Yokohama et Miurakaigan
  - voie 2 : direction Aéroport de Haneda ou Shinagawa et Sengakuji (interconnexion avec la ligne Asakusa pour Oshiage)